# Durchlaufterminierung
Durchlaufterminierung ist bei der Produktionsplanung und -steuerung das Berechnen von Auftragsterminen ausgehend vom Starttermin (Vorwärtsterminierung) und/oder vom Endtermin (Rückwärtsterminierung) ohne Berücksichtigung von Kapazitätsgrenzen. Vorwärts- und Rückwärtsterminierung entspricht der Vorwärtsplanung bzw. Rückwärtsplanung der Netzplantechnik. Die Zeit, die ein Auftrag für seine Fertigstellung benötigt, wird dabei als Durchlaufzeit bezeichnet.
Im Gegensatz zur Durchlaufterminierung wird bei der Kapazitätsterminierung mit Berücksichtigung der Kapazitätsgrenzen terminiert.